# Cuddalore (dystrykt)

Dystrykt Cuddalore na mapie stanu Tamilnadu

Cuddalore – jeden z dystryktów stanu Tamilnadu (Indie). Od północy graniczy z dystryktem Viluppuram, od wschodu z Zatoką Bengalską, od południa z dystryktami Nagapattinam, Ariyalur i Perambalur. Stolicą dystryktu Cuddalore jest miasto Cuddalore.